# Права ЛГБТ в Таиланде
Гомосексуальные отношения в Таиланде легальны с 1956 года. В 1997 году был принят единый возраст сексуального согласия — 15 лет.
В 2002 году Министерство здравоохранения официально признало, что гомосексуальность не является расстройством.
Начиная с 2005 года гомосексуальность не является препятствием для несения военной службы.
Законодательство Таиланда с 9 сентября 2015 года полностью запрещает дискриминацию по сексуальной ориентации. Однако транс-люди сталкиваются с дискриминацией в сфере труда, несмотря на законодательство.
6 декабря 2021 года конституционный суд Таиланда отказал в иске лесбийской пары, пытавшейся заключить брак. Согласно решению суда, статья 1448 гражданского кодекса Таиланда определяет брак как «брак между мужчиной и женщиной», и запрет однополых браков не противоречит конституции Таиланда.
27 марта 2024 года нижняя палата парламента Таиланда приняла закон о легализации однополых браков в стране. 18 июня того же года состоялось слушание в верхней палате парламента — сенате, — где подавляющим большинством голосов законопроект также был одобрен. 25 сентября 2024 года закон подписал король Таиланда, после чего он вступит в законную силу спустя 120 дней, — то есть 22 января 2025 года. Таиланд стал второй азиатской страной (после Тайваня), и первой азиатской страной ООН принявшей закон о легализации однополых браков.